# Jasper Polish
Jasper Polish (* 15. prosinec 1998, USA) je americká herečka.

## Počátky
Pochází z filmové rodiny dvojčat Marka a Michaela Polishových, kteří se věnují režii, scénářům a produkcím.

## Kariéra
Před kamerou se poprvé objevila v roce 2006 ve filmu svého otce s názvem Astronaut. Vidět jsme ji mohli i v jeho dalším snímku Big Sur.

## Filmografie

### Filmy
- 2006 – Astronaut
- 2013 – Big Sur
- 2015 – Some Kind of Hate